# Бабха (посёлок)
Бабха́ — посёлок в Слюдянском районе Иркутской области. Входит в Утуликское муниципальное образование.

## География
Расположен на левобережье реки Бабхи в 0,5—1 км от её впадения в Байкал, в 3 км к юго-востоку от центра сельского поселения, посёлка Утулик, на Транссибирской магистрали. На западной окраине посёлка находится остановочный пункт ВСЖД 5342 км. В полукилометре к югу от посёлка проходит федеральная автомагистраль Р258 «Байкал».

## Население
| 2002 | 2010 | 2011 | 2012 |
| ---- | ---- | ---- | ---- |
| 11   | ↘2   | →2   | ↘1   |